# 1260-as évek
Évszázadok: 12. század · 13. század · 14. század
Évtizedek: 1210-es évek · 1220-as évek · 1230-as évek · 1240-es évek · 1250-es évek · 1260-as évek · 1270-es évek · 1280-as évek · 1290-es évek · 1300-as évek · 1310-es évek
Évek: 1260 · 1261 · 1262 · 1263 · 1264 · 1265 · 1266 · 1267 · 1268 · 1269